# Liga Portuguesa de Basquetebol de 2025-26
A Liga Portuguesa de Basquetebol de 2025–26, também conhecida por Liga Betclic por razões de patrocínio, será a 93ª edição da maior competição de clubes portugueses de basquetebol masculino. É também a 17ª temporada desde que foi renomeada para Liga Portuguesa de Basquetebol (LPB).
A equipa do Benfica conquistou seu trigésimo segundo título, desta forma defendeu sua hegemonia.

## Equipas participantes
Para atual temporada juntam-se aos remanescentes, SC Braga que disputa pela primeira vez em sua história a LPB e SC Vasco da Gama que adquiriu o direito de disputar a LPB ao vencer a ProLiga. Essas equipas substituem AD Galomar e CD Póvoa ESC Online rebaixados na temporada anterior.
|         | Equipa              | Localização         | Pavilhão                                 |
| ------- | ------------------- | ------------------- | ---------------------------------------- |
|         | Esgueira Aveiro Oli | Esgueira            | Pavilhão CEP                             |
|         | FC Porto            | Porto               | Dragão Arena                             |
|         | Galitos Barreiro    | Barreiro            | Pavilhão Municipal Prof Luís de Carvalho |
|         | Imortal Luzigás     | Albufeira           | Pavilhão Municipal de Albufeira          |
|         | Ovarense Gavex      | Ovar                | Arena Dolce Vita                         |
|         | CA Queluz           | Queluz              | Pavilhão Henrique Miranda                |
| Aumento | SC Vasco da Gama    | Porto               | Pavilhão Parque das Camélias             |
|         | SL Benfica          | Lisboa              | Pavilhão da Luz Nº 1                     |
|         | Sporting CP         | Lisboa              | Pavilhão João Rocha                      |
| Aumento | SC Braga            | Braga               | AMCO Arena                               |
|         | UD Oliveirense      | Oliveira de Azeméis | Pavilhão Doutor Salvador Machado         |
|         | Vitória SC          | Guimarães           | Pavilhão Unidade Vimaranense             |

Legenda:
 Promovidos da Proliga da época anterior
 Atual campeão da Liga

## Temporada regular

### Tabela de classificação
Classificação extraída de fpb.pt/classificacao
| Pos. | Clube               | J | V | D | P+ | P- | SP | PTS | Classificação           |
| ---- | ------------------- | - | - | - | -- | -- | -- | --- | ----------------------- |
| 1    | SL Benfica          |   |   |   |    |    |    |     | Playoffs                |
| 2    | FC Porto            |   |   |   |    |    |    |     | Playoffs                |
| 3    | Sporting CP         |   |   |   |    |    |    |     | Playoffs                |
| 4    | UD Oliveirense      |   |   |   |    |    |    |     | Playoffs                |
| 5    | Ovarense Gavex      |   |   |   |    |    |    |     | Playoffs                |
| 6    | Galitos Barreiro    |   |   |   |    |    |    |     | Playoffs                |
| 7    | Imortal Luzigás     |   |   |   |    |    |    |     | Playoffs                |
| 8    | Vitória SC          |   |   |   |    |    |    |     | Playoffs                |
| 9    | Esgueira Aveiro Oli |   |   |   |    |    |    |     |                         |
| 10   | CA Queluz           |   |   |   |    |    |    |     |                         |
| 11   | SC Vasco da Gama    |   |   |   |    |    |    |     | Rebaixados para ProLiga |
| 12   | SC Braga            |   |   |   |    |    |    |     | Rebaixados para ProLiga |

### Resultados
Resultados extraídos de fpb.pt/resultados
| ↓Casa\Visitante→    | ESG | FCP | GAL | IMO | OVA | CAQ | VAS | SLB | SPO | BRA | UDO | VIT |
| ------------------- | --- | --- | --- | --- | --- | --- | --- | --- | --- | --- | --- | --- |
| Esgueira Aveiro Oli |     |     |     |     |     |     |     |     |     |     |     |     |
| FC Porto            |     |     |     |     |     |     |     |     |     |     |     |     |
| Galitos Barreiro    |     |     |     |     |     |     |     |     |     |     |     |     |
| Imortal Luzigás     |     |     |     |     |     |     |     |     |     |     |     |     |
| Ovarense Gavex      |     |     |     |     |     |     |     |     |     |     |     |     |
| CA Queluz           |     |     |     |     |     |     |     |     |     |     |     |     |
| SC Vasco da Gama    |     |     |     |     |     |     |     |     |     |     |     |     |
| SL Benfica          |     |     |     |     |     |     |     |     |     |     |     |     |
| Sporting CP         |     |     |     |     |     |     |     |     |     |     |     |     |
| SC Braga            |     |     |     |     |     |     |     |     |     |     |     |     |
| UD Oliveirense      |     |     |     |     |     |     |     |     |     |     |     |     |
| Vitória SC          |     |     |     |     |     |     |     |     |     |     |     |     |

## Playoffs

### Quartas de final
| Equipa 1 | Série | Equipa 2 | 1.º jogo | 2.º jogo | 3.º jogo |
| -------- | ----- | -------- | -------- | -------- | -------- |
|          | -     |          |          |          |          |
|          | -     |          |          |          |          |
|          | -     |          |          |          |          |
|          | -     |          |          |          |          |

n.e.: não efetuado devido a uma das equipas já ter ganho 2 jogos

### Semifinais
| Equipa 1 | Série | Equipa 2 | 1.º jogo | 2.º jogo | 3.º jogo | 4.º jogo | 5.º jogo |
| -------- | ----- | -------- | -------- | -------- | -------- | -------- | -------- |
|          | -     |          |          |          |          |          |          |
|          | -     |          |          |          |          |          |          |

n.e.: não efetuado devido a uma das equipas já ter ganho 3 jogos

### Finais
| Equipa 1 | Série | Equipa 2 | 1.º jogo | 2.º jogo | 3.º jogo | 4.º jogo | 5.º jogo |
| -------- | ----- | -------- | -------- | -------- | -------- | -------- | -------- |
|          | -     |          |          |          |          |          |          |

n.e.: não efetuado devido a uma das equipas já ter ganho 3 jogos

### Premiação
| Liga "Betclic" 2025-26 Campeões |
| ------------------------------- |
| º Título                        |

## Clubes de Portugal em competições internacionais
| Clube       | Competição        | V | E | D | Resultado |
| ----------- | ----------------- | - | - | - | --------- |
| SL Benfica  | Liga dos Campeões |   |   |   |           |
| FC Porto    | Liga dos Campeões |   |   |   | [ 7 ]     |
| Sporting CP | Copa Europeia     |   |   |   | [ 7 ]     |